# Boga
|  | Per a altres significats, vegeu «Boga (desambiguació)». |

La bova, anomenada també boga o balca (gènere Typha), és un conjunt de plantes herbàcies classificat dins de la família de les tifàcies, i, per tant, monocotiledònia, i de l'ordre de les panadals (Typha angustifolia i T. latifolia). Sol créixer a les marjals i zones humides.
Poden arribar a dos metres d'alçada. Les tiges són cilíndriques i sense nusos (com el càlam). Les fulles són ensiformes i embeinadores per la base. Les flors formen una espiga molt densa i peluda, la part inferior de la qual és femenina mentre que la part superior és masculina. Amb aquest material es realitzen seients de cadires. Per a treballar-les, cal tallar les brosses i deixar-les assecar, i per a la seua manipulació convenia que estigueren un poc humides perquè adquiriren un major grau de flexibilitat.

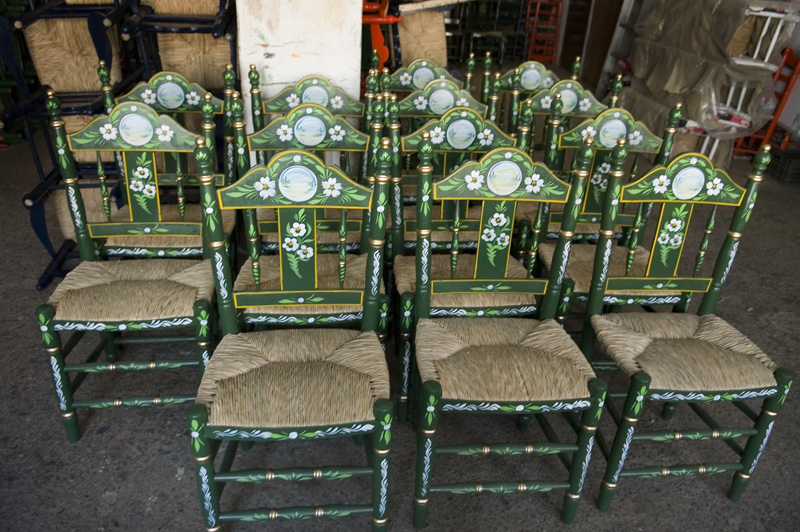
Un ús tradicional de la boga és el seient de les cadires.

Les Typha són un gènere d'unes poques espècies de plantes herbàcies aquàtiques oriündes de l'hemisferi nord, i avui distribuïdes en bona part del món. Són freqüents en pantans i aiguamolls, formant denses colònies de vegades impenetrables. Les bogueres són moltes vegades un pas important en la dessecació de llacunes i pantans, en formar una capa de dens teixit orgànic sobre el qual es diposita la terra. També tenen un paper important en la capacitat d'autodespol·lució d'estanys i de cursos d'aigua.

## Hàbitat
La bova apareix als marges lacustres, pantans i aiguamolls, i és una de les primeres espècies a colonitzar-los. T. latifolia es troba en totes les regions temperades de l'hemisferi nord; T. angustifolia, també cosmopolita, suporta pitjor el fred i s'estén per això menys cap al nord. Les restants espècies tenen distribucions més limitades, i T. domingensis és nadiua del sud dels Estats Units i Centreamèrica, mentre que T. laxmannii, T. minima i T. shuttleworthii creixen al sud d'Europa i parts d'Àsia.

## Ús
La boga assecada es fa servir per fer seients de cadires. El trenat de la boga requereix una gran destresa manual. Hi ha diferents classes de cadires de boga: costurera, xata, catalana, castellana, xaparra, etc. La persona que s'encarrega d'arreglar els seients de boga que s'han fet malbé és l'embogador o cadirer, que solia anar de poble en poble oferint els seus serveis. A Bolívia i Perú tradicionalment es feien barques de boga al llac Titicaca.